# Kurandvād
Kurandvād är en ort i Indien.   Den ligger i distriktet Kolhapur och delstaten Maharashtra, i den sydvästra delen av landet, 1 400 km söder om huvudstaden New Delhi. Kurandvād ligger 546 meter över havet och antalet invånare är 21 388.
Terrängen runt Kurandvād är mycket platt. Runt Kurandvād är det tätbefolkat, med 849 invånare per kvadratkilometer. Närmaste större samhälle är Ichalkaranji, 13,7 km väster om Kurandvād. Trakten runt Kurandvād består till största delen av jordbruksmark.